# 内部抵抗
内部抵抗（ないぶていこう、英語: internal resistance）は、電源や電気計器などに含まれる電気抵抗である。電気素子や配線に含まれる電気抵抗は内部抵抗と呼ばれない。小電流の機器では内部抵抗が大きな影響を与えることはないが、大電流を必要とする機器では電源電圧の低下に繋がるため無視できなくなる場合がある。
電池以外の一般の電源では、出力インピーダンス（output impedance）と呼ばれることが多い。

## 電池の内部抵抗
電池の本来の起電力を{\displaystyle E} (V)、実際に出力される端子電圧を{\displaystyle V} (V) と置いて考える。
電流を流していない場合、{\displaystyle V=E}である。しかし、電気回路に接続し電流{\displaystyle I} (A) が流れると端子電圧が下がり、{\displaystyle V<E} となってしまう。この現象は電池内部に電気抵抗{\displaystyle r} (Ω) が存在すると仮定すれば説明できる。この抵抗{\displaystyle r}を電流{\displaystyle I}が貫通する事によって、オームの法則に比例した{\displaystyle r\times I}の電圧降下が起きる。実際の出力は{\displaystyle V=E-(r\times I)} となる。
「電池」の内部抵抗は、構成素材の抵抗成分（オーミック抵抗）と、化学反応の速度限界による抵抗成分（反応抵抗）が存在する。このような性質は計算上、抵抗成分と捉える事ができる。電池が消耗してくると「起電力は変わらないが、内部抵抗が増加していき出力電圧が下がる」と考える事ができる。
電池の内部抵抗（あるいは出力インピーダンス）は、負荷と直列に接続された抵抗と考える事ができる。この内部抵抗によって起こる電圧降下が内部電圧降下{\displaystyle r\times I} (V) である。内部電圧降下の大きさは、電気回路に流れる電流の大きさに比例する。
電池の内部抵抗は、その種類によっておおきく異なる。ニッケルカドミウム蓄電池、ニッケル水素充電池、リチウムイオン充電池などは、アルカリ電池などと比較して内部抵抗の小さい電池として知られており、大電流でも出力電圧が落ちにくく、高出力を必要とする電気工作機械の電源などに良く用いられている。燃料電池や太陽電池（厳密には電池ではなく半導体光電変換装置）は内部抵抗が大きい。
電池の内部抵抗は一般に大きなサイズのものほど小さいと考えてよい。たとえばアルカリマンガン電池は比較的内部抵抗の大きな電池として知られているが、その中でも単1型のものと単5型のものを比べると、単5型のもののほうが内部抵抗が大きい。
二次電池は充放電を繰り返すたびに化学反応が阻害され、内部抵抗が高くなっていく。

### 電源の出力インピーダンス
電池の場合だけでなく、安定化電源など一般の電源の場合についても同様の内部抵抗を考えることができ、一般に電源の出力インピーダンスと呼ばれる場合が多い。

## 計測機器等の内部抵抗
回路に電流計や電圧計を接続して、ある点を流れる電流やある2点間の電位差を測定しようとする場合、測定機器の持つ内部抵抗あるいは入力インピーダンスが問題となる場合がある。以下にそれぞれの場合についての概説を示す。

### 電圧計の内部抵抗
電圧計を用いて、回路の2点間の電位差を測定する場合、測定したい2点間の回路に対して並列に電圧計を追加することになる。このとき、元の回路を流れる電流に影響を与えないため電圧計の端子間の抵抗はできるだけ大きいことが望ましいのだが、実際には測定を行うためにある程度は電流を流す必要があり、極端に大きな抵抗値とするわけにも行かない。この端子間の抵抗の事を電圧計の内部抵抗と呼び、アナログ電圧計で1 MΩ程度、デジタル電圧計で10 MΩ以上とするのが普通である。
電圧を測ろうとしている2点間の抵抗が電圧計の内部抵抗と比べて十分に小さい場合には、電圧計の読みをそのまま2点間の電位差とすることができるが、2点間の抵抗が電圧計の内部抵抗と同等かよりおおきい場合には単純に測定値を2点間の電位差とすることはできない。
極端な例として、2点間の抵抗が無限大である場合として、電池の端子間の開放電圧を測る場合を考えよう。この場合、電池の内部抵抗（出力インピーダンス）と、電圧計の内部抵抗（入力インピーダンス）が直列に接続され、端子間の電圧は、電池の起電力をその比で抵抗分圧した値となる。電池の内部抵抗が電圧計の内部抵抗に対して十分小さい場合には、測定値は電池の起電力とほぼ等しいが、電池の出力抵抗が電圧計の内部抵抗と同程度の値となる場合、測定値は起電力よりも明らかに低い値となる。電池の内部抵抗と電圧計の内部抵抗が等しい場合で、電圧計の表示は起電力の半分を示す。一般の場合には、測定したい2点間の抵抗が無限大ではない場合が多いので、計算はさらに複雑になるが、抑えておかなければならないのは、測定したい2点間の抵抗値と測定点から見た電源の出力インピーダンスである。

### 電流計の内部抵抗
電流計を用いて回路に流れる電流を測定する場合、測定したい場所で回路に対して電流計を直列に挿入することになる。このとき電流計の端子間で抵抗が存在しないことが理想だが、実際にはわずかな抵抗が存在し、電流計の内部抵抗と呼ばれる。電流計の内部抵抗は通常の回路においては十分に小さく意識されることはないが、電流測定の精度の要求が厳しい場合や、元の回路が持つ抵抗が小さい場合には問題になりうる。通常、精密な電流計には内部抵抗の値が表示されており、ある種の理科実験など、測定精度の要求が厳しい場合にはこれをもって補正しなければならないことがある。